# Панталаса
Панталаса (грч. Πανθάλασσα — свеморје, од грч. παν — све и грч. θάλασσα — море), такође познат и као Палеопацифик (Стари Пацифик), био је огромни океан који је окруживао суперконтинент Пангеу током касног палеозоика и раног мезозоика. Из његовог северног дела се развио данашњи Пацифик (одатле и назив Палеопацифик), а из југоисточног океан Тетис. Распадом Пангее и попуњавањем „рупа“ које је њен распад направио, створили су се и Антлантски, Северни ледени и Индијски океан.
На картама Земље у доба Пангее и Панталасе, екватор је линија која раздваја земљу изложену снажној глацијацији на будуће Лауразију и Гондвану. Панталаса је празан океан, без острва и сличног, јер је све остало било под морем. Такође, Пангеа је представљена као пустиња, али не у данашњем смислу, према температури и недостатку воде, већ према недостатку органских материја на копну.